# HD 40307 b
HD 40307 b — суперземля, обращающаяся вокруг красного карлика в созвездии Живописца, на расстоянии примерно 42 световых лет от Земли. Открыта методом доплеровской спектроскопии с помощью телескопа HARPS из чилийской Обсерватории Ла-Силья и анонсирована на конференции в Нанте, Франция, 16 июня 2008.
Планета интересна тем, что она вращается вокруг звезды малой металличности по сравнению с другими звёздами, имеющими планет-спутников. Тем самым HD 40307 b является аргументом в подтверждение гипотезы, что металличность звезды при рождении определяет, образуются ли из аккреционного диска вокруг неё газовые гиганты или планеты земного типа.